# Nordanstig (Gemeinde)
Koordinaten: 61° 59′ N, 17° 4′ O

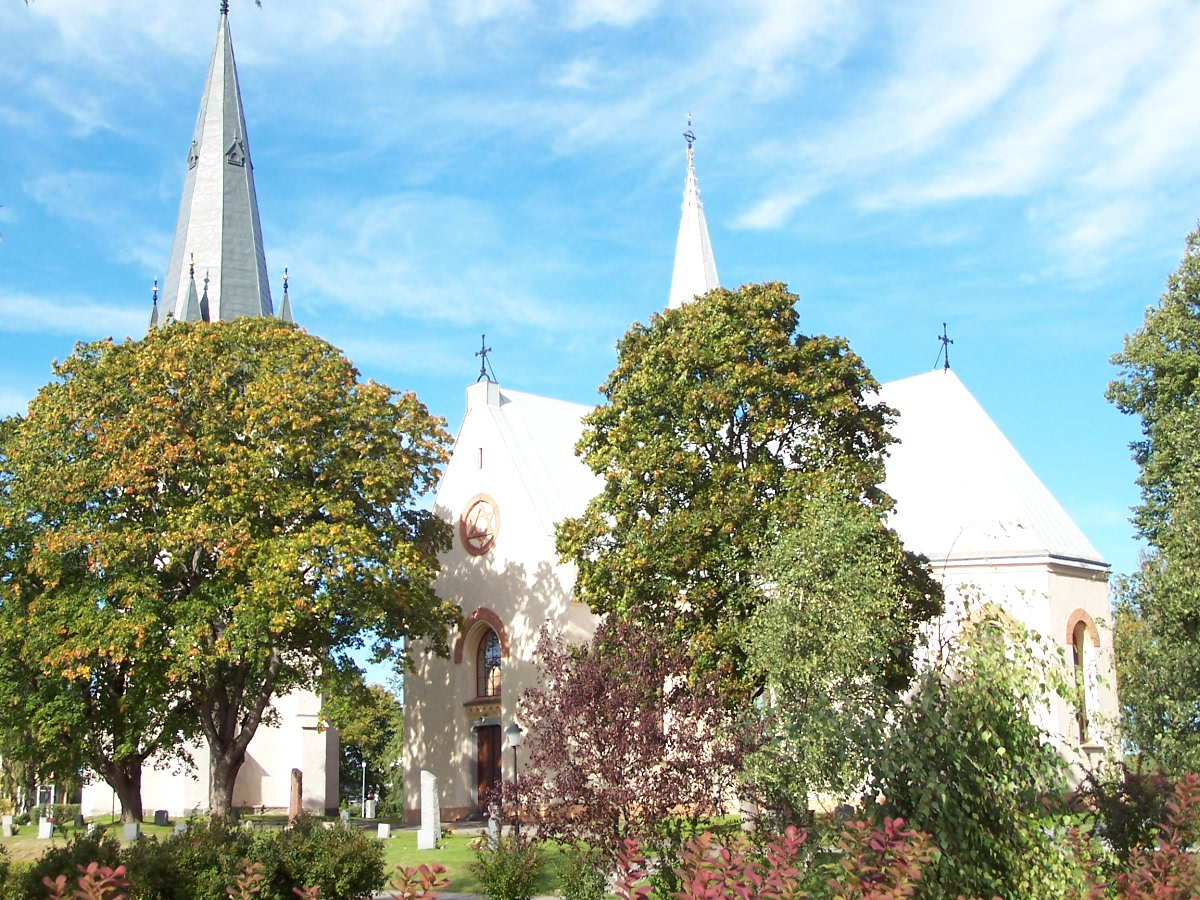
Kirche von Harmånger

Nordanstig ist eine Gemeinde (schwedisch kommun) in der schwedischen Provinz Gävleborgs län und der historischen Provinz Hälsingland. Der Hauptort der Gemeinde ist Bergsjö.
Durch die Gemeinde führt die Europastraße E 4 und die Eisenbahnlinie Gävle–Sundsvall.

## Geographie
Die Gemeinde erstreckt sich etwa 30 Kilometer entlang der Ostseeküste und folgt dem Lauf des Flusses Harmångersån und dessen Zuflüsse etwa 70 Kilometer nach Nordwesten in das Landesinnere.
Von der etwa 10 Kilometer breiten Küstenebene steigt das Gemeindegebiet zu einem vorerst weitgehend kahlen Hügelland an. Die westlichsten Teile erreichen 500 Meter Meereshöhe und sind bewaldet.

## Geschichte
Der Name Nordanstig wird erstmals 1358 erwähnt und wurde Name der Kirchengemeinde. Die heutige Gemeinde wurde 1974 durch den Zusammenschluss von vier kleineren Gemeinden geschaffen.

## Wirtschaft
Das Wirtschaftsleben war früher von der Forstwirtschaft und der holzverarbeitenden Industrie geprägt. Auch heute noch arbeiten 7 % der Bevölkerung in der Land- und Forstwirtschaft (Reichsschnitt 2 %) und 30 % in der Industrie im Anschluss an die Forstwirtschaft. Industrieorte sind Gnarp, Hassela und Strömsbruk.

## Orte
Folgende Orte sind Ortschaften (tätorter):
- Bergsjö
- Gnarp
- Harmånger
- Hassela
- Ilsbo
- Jättendal
- Stocka
- Strömsbruk